# Wijkia tanytricha
Wijkia tanytricha là một loài Rêu trong họ Sematophyllaceae. Loài này được (Mont.) H.A. Crum miêu tả khoa học đầu tiên năm 1971.